# Angered (tätort)
Angered is een plaats in de gemeente Göteborg in het landschap Västergötland en de provincie Västra Götalands län in Zweden. De plaats heeft 898 inwoners (2005) en een oppervlakte van 160 hectare. De plaats ligt rondom de uit de Middeleeuwen afkomstige kerk Angereds kyrka. De bebouwing bestaat er uit verschillende soorten woonhuizen onder andere vrijstaande huizen en rijtjeshuizen. De plaats wordt omringd door zowel bos als landbouwgrond. De stad Göteborg ligt ongeveer twee kilometer van Angered vandaan.

## Verkeer en vervoer
Bij de plaats loopt de Länsväg 190.

## Geboren
- Amin Affane (21 januari 1994), voetballer